# Acanthodes
Acanthodes é um gênero extinto de peixes, que ao lado do Ptomacanthus, tem uma das mais antigas caixas cranianas já encontradas.

## Descrição
Acanthodes era parcialmente escamoso, não possuía dentes, media pouco mais de 20 cm. Acanthodes era o que se chama de tubarão espinhoso, um tipo de peixe relacionado aos tubarões. Os tubarões espinhosos tinham espinhos que sustentavam suas nadadeiras, além de fornecer alguma defesa contra predadores. No entanto, Acanthodes tem relativamente poucos espinhos para um tubarão espinhoso, com um total de seis espinhos presentes nas barbatanas peitorais, pélvicas, anal e dorsal (um espinho por nadadeira). Como Acanthodes não tinha dentes, acredita-se que ele se alimentasse de plâncton e possivelmente de pequenos invertebrados e, devido à falta de espinhos defensivos, pode ter nadado em grupos com outros de sua espécie, dependendo mais da segurança em números.